# Opstilling af Dieselmotor på Ørstedværket
|  | Denne artikel er oprettet af botten Steenthbot ud fra en ekstern database. Den kan derfor have sproglige fejl eller mangler. Denne skabelon kan fjernes efter kontrol af indholdet. |

Opstilling af Dieselmotor på Ørstedværket er en dansk dokumentarisk optagelse fra 1933.

## Handling
I 1933 opstilles verdens største dieselmotor på H.C. Ørstedværket. Værket er et stort elektricitetsværk, opført af Københavns Kommune og taget i brug i 1920. Den store dieselmotor, der blev leveret af Burmeister & Wain, er 24,5 m lang, 12,5 m høj og vejer hele 1.400 tons. Ydeevnen er 15 MW svarende til 22.500 effektive hestekræfter. Hovedopgaven for den otte-cylindrede motor var at levere strøm til hovedstaden og store dele af Sjælland i perioder med spidsbelastninger af el-netværket. Under Anden Verdenskrig spillede H.C. Ørstedværket og motoren en vigtig rolle som skjulested og opmagasinering for modstandsgruppers våben og kampeffekter. I dag er motoren ikke verdens største, men den hører stadig til i den større ende sammenlignet med andre dieselmotorer på fast land.